# Seventeen (Ralf Mackenbach)
Seventeen è il terzo album studio del cantante Ralf Mackenbach.

## Tracce
1. This Is Our Party – 3:06
2. Not This Time – 3:40
3. We're Taking Off – 2:56
4. Today – 3:23
5. Not Your Lover – 3:08
6. Like There's No Tomorrow – 3:26
7. Running Out Of Time – 3:16
8. Pump This Party Up – 3:22
9. A Thousand Words – 2:40
10. I'll Be The One – 3:06
11. Dit Is Ons Feestje – 3:06
12. Niet Je Lover – 3:07